# L'avi (setmanari)
L'avi fou un setmanari satíric en català publicat durant seixanta-nous setmanes a partir del 12 de setembre de 1906 i fins l'1 de gener de 1908.

## Naixement
L'origen d'aquest setmanari es data del 12 de setembre de 1906 on surt un altre setmanari satíric, que duu per títol L'Avi i anunciava en aquell moment que “repartiria trompades cada setmana”, aquest és un missatge que durarà des d'aquest primer número fins al número 17, per tant, seria el lema del setmanari, representant l'objectiu setmanal de L'Avi. Aquest primer missatge va ser denunciat ja en la primera edició i el director i fundador, Ramon Capmany, empresonat, anunciava les intencions de la creació de L'Avi.
L'editorial fundacional comença amb aquest fragment: “en aquests feliços temps de fiscals civils i militars, i no sabem si d'eclesiàstics i de lleis en abundància per defensar la pàtria dels que cobren i deixar indefensa la dels que paguen, el periodista no pot donar-se el gust d'estar en l'incògnit”. Continua dient “ahont anem? A la presó. Pot un periodista tenir més belles aspiracions?” I acabava així: “Què volem? Repartir trompades als enemics de Catalunya i que aquesta pugui veure aviat reconeguda íntegrament sa personalitat autonòmica sense exposicions, indults ni pal·liatius de cap mena”.
Primerament tenia el format 395x240 mm, però quan el número 26 arriba el format és molt més gran arribant a 405x287 mm i tot conservant les quatre pàgines de text, l'imprimien a quatre columnes. L'exemplar es venia a deu cèntims i amb un total de 69 edicions, encara tot això va tenir una vida prou extensa.

## Història
No hi havia una secció principal de la publicació, encara que el missatge editorial estava a les primeres pàgines, com passa a la primera edició. No va rebre cap suspensió ja que durant tots el mesos des de setembre de 1906 fins a gener de 1908 no va haver-hi cap edició que pogués ser eliminada o suspesa, és a dir, tot va ocórrer amb normalitat i va sortir setmanalment sense cap problema. Sempre es mantenia quatre pàgines de text i dues pàgines del contingut de dins s'ocupaven amb un dibuix satíric que era la distinció especial d'aquest setmanari.
La temàtica de l'Avi era la sàtira política, és a dir, la visió del setmanari era un posicionament polític en aquell moment força fort i destacat, que va fer que no tingués força durada, per les seves crítiques i la forta oposició als republicans lerrouxistes, burlant-se i rient-se del líder del Partit Radical, Alejandro Lerroux. Per tant, la línia política d'aquest setmanari era catalanista autonomista, per això llençava tantes pedres al terrat dels lerrouxistes.

## Final
La mort de l'Avi va passar després de 69 edicions amb diversos canvis de format, això va ocórrer un any i quatre mesos després de la seva creació, l'1 de gener de 1908. Aquesta revista es va extingir ja que temps després no va ser recuperada per ningú.
Com a valoració del setmanari jo crec que la línia tan extrema i radical en contra del govern d'Espanya en aquell moment, és a dir, el govern de Lerroux i companyia, va cridar a un públic d'ideologia molt propera al setmanari però al mateix cop lluitar contra el govern és molt difícil ja que mana sobre teu i per tant, des del meu punt de vista aquesta sàtira política violenta va provocar la seva pròpia extinció. Encara així jo crec que el format acompanyava a que es divertissin els lectors i d'aquesta manera desconnectar i prendre-ho d'una altra manera.

## Relació de directors, redactors i col·laboradors
Durant tota l'existència de L'Avi només va tenir un sol director, Ramon Capmany. Les il·lustracions característiques d'aquest setmanari estava organitzat i realitzat per Rober i l'impressor era R.Estrany, al carrer Sant Ramón 6, on també es trobava l'oficina de redacció. Al setmanari constava de molts col·laboradors per setmana.